# Дядо Трак и змеят
Дядо Трак и змеят (среща се и като Дядо Трак и последния змей) е българска народна приказка от района на Североизточна България, Шуменско.

## Друго по темата
- Моско Москов. Дядо Трак и змеят. Приказка в стихове” (1925).[2]